# Amphipoea sera
Amphipoea sera är en fjärilsart som beskrevs av Augustus Radcliffe Grote och Robinson 1868. Amphipoea sera ingår i släktet Amphipoea och familjen nattflyn. Inga underarter finns listade i Catalogue of Life.